# バーチャルキー
バーチャルキー（英語: Virtual key）、またはデジタルキー（英語: Digital key）とも呼ばれる。スマートフォンのアプリを利用した自動車の鍵で、車両や鍵の管理も可能するスマートロックシステムである。

## 概要
バーチャルキーもしくはデジタルキーに対応した車両とスマートフォンのアプリを利用した自動車の鍵は、物理的な鍵あるいはスマートキーを利用せず、スマートフォンを携帯していれば、操作なしでドアのロックやアンロック、エンジンの始動等を行うことも可能（操作が必要な場合もある）。また、スマートフォン同士によるデジタルキーのシェア、離れた場所での車両の貸し借りも可能である。
システムは、主に認証サーバ、API、車載器等で構成される。レンタカー、カーシェアリングサービスの車両の運用管理でも利用されている。

## 歴史
- 2012年 - インフィニティ LEコンセプト（英語版）でバーチャルキーを発表[8][9]。

- 2020年 - BMWは、iPhoneを使用したデジタルキーをAppleと共同開発した[10]。

- 2020年 - ホンダ・e のコネクテッドサービスでデジタルキーを追加[11][12]。

- 2021年 - レクサス・NX（2代目）にデジタルキーを搭載[13][14]。